# 巡航导弹

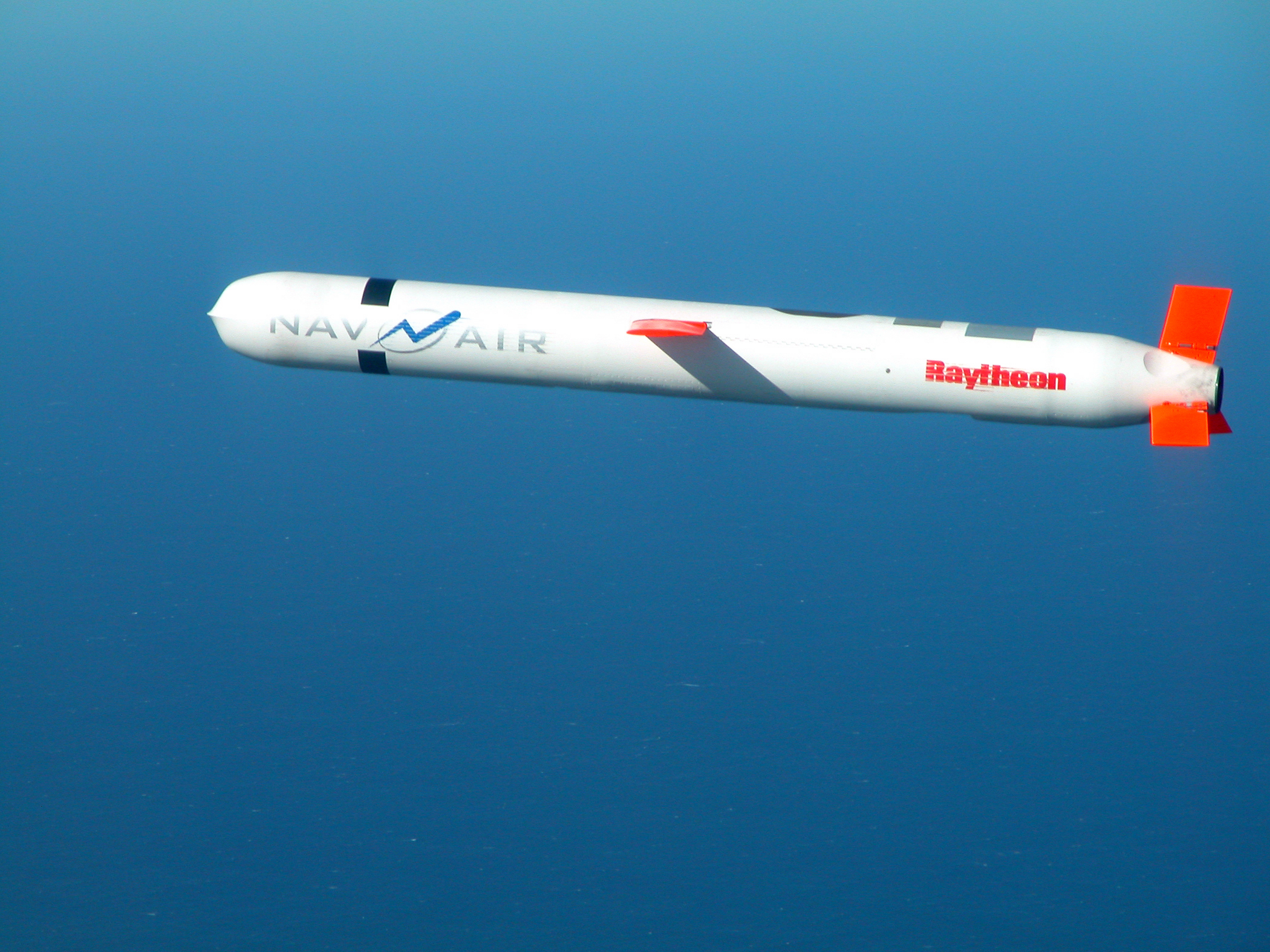
美國/英國戰斧巡航導彈

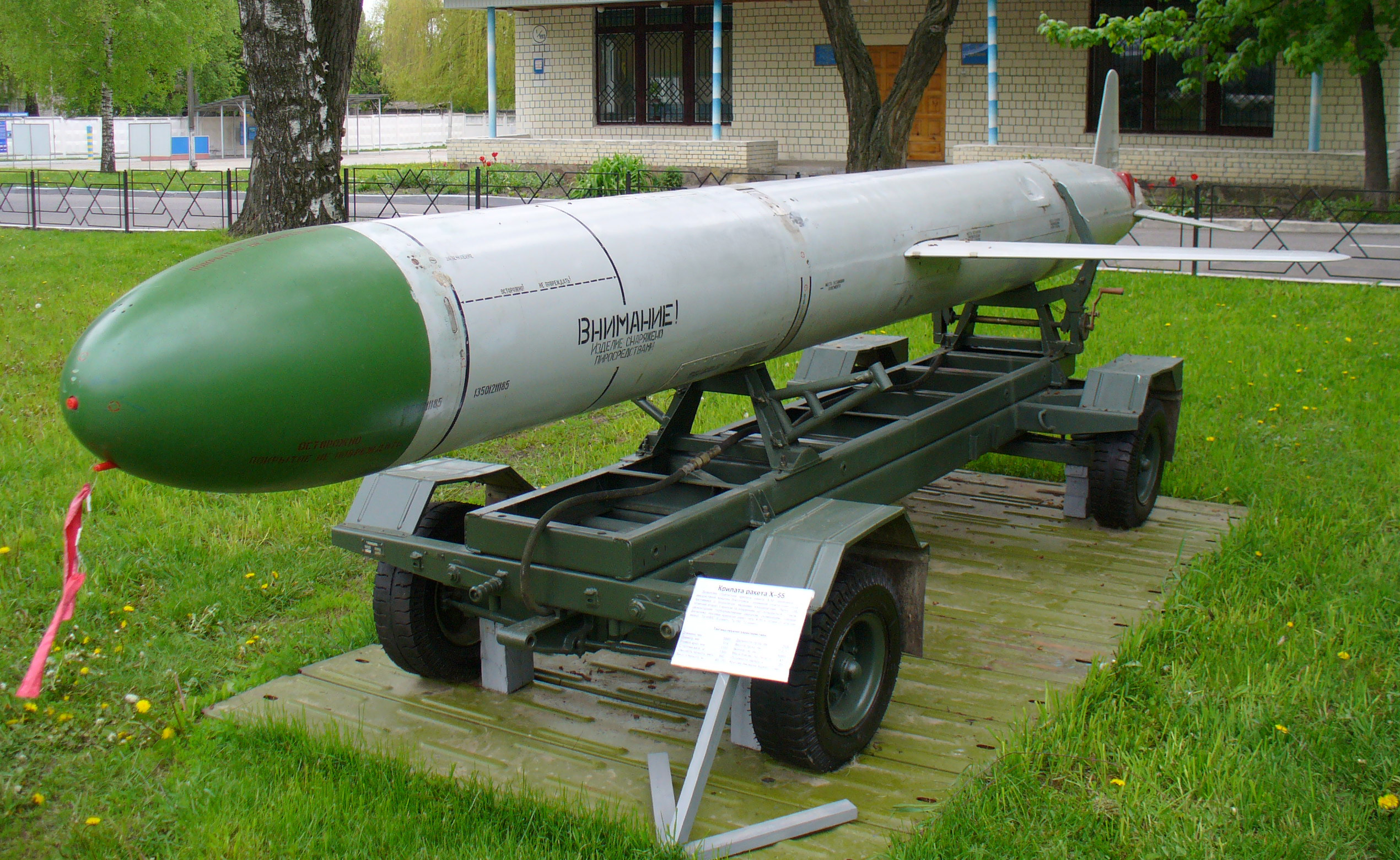
俄羅斯Kh-55导弹

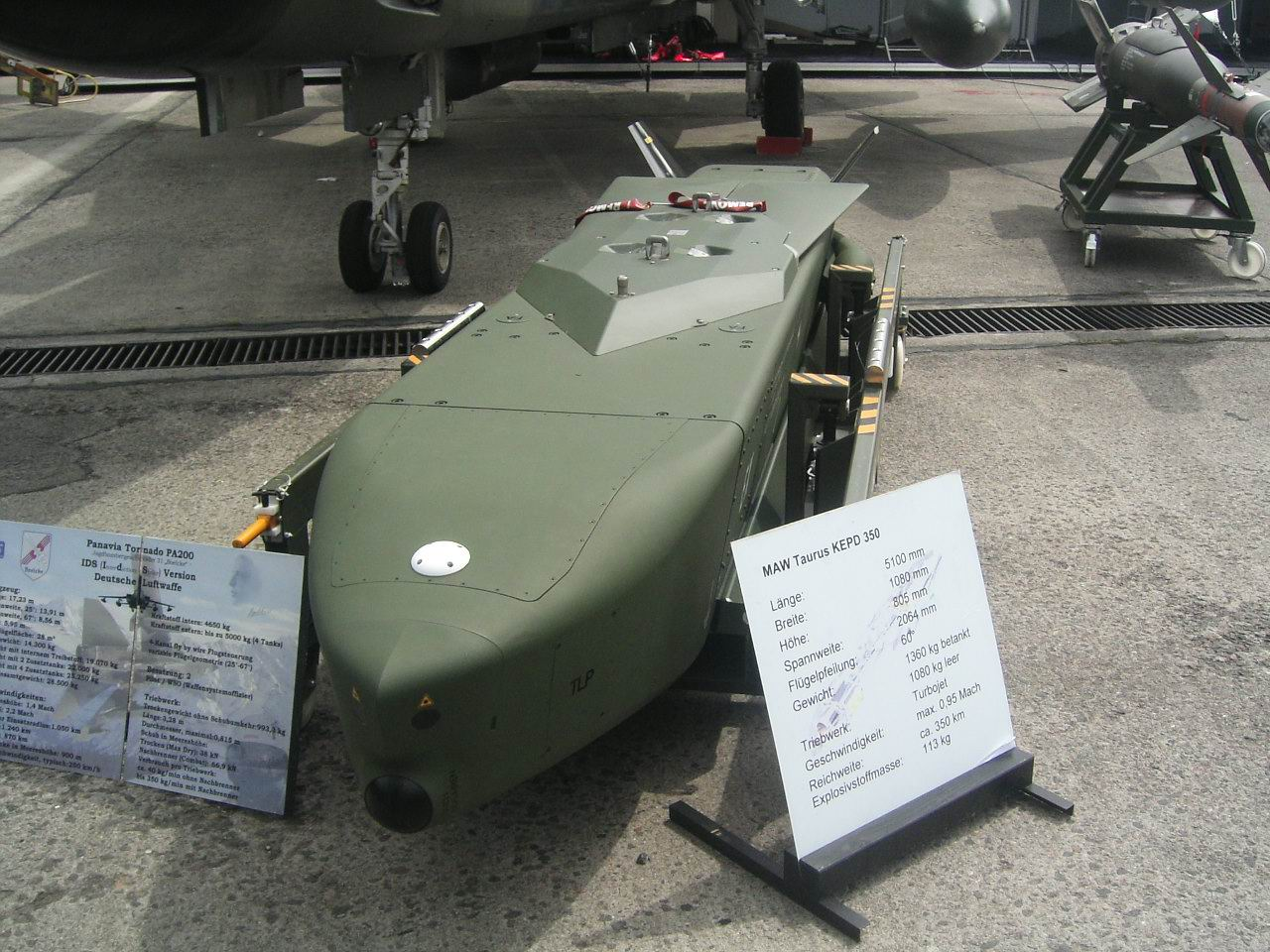
德國空射金牛座導彈，可由EF-2000 颱風戰鬥機發射

巡航導彈是一種用動力推進、透過機翼來產生升力的导弹，大多數的動力來源是噴射發動機。簡單來說巡航導彈就是飛行炸彈。它們可以攜帶傳統彈頭或核彈頭，射程可達千百公里。近代的巡航導彈可以超音速或次音速飛行，具備自我導引能力，而且還能以非彈道型態的飛行路徑來躲避雷達偵測，進行防區外打擊。
巡航導彈與無人駕駛飛機的不同之處，在於巡航導彈不擔任侦察任務，彈頭整合為系統的一部分，而且最後一定會在攻擊中損失，無法回航降落。

## 簡史
在第一次世界大戰期間，交戰國間開始在飛機上載滿炸藥，使用自動駕駛設定好航線和目標，飛行員在起飛後即跳傘任飛機在指定地方引爆是巡航導彈的雛型。一戰後英國發展了Larynx無人操作飛機（Larynx），一種在1920年代有充足飛行測試的飞機。
在第二次世界大戰期間，德國在1944年比其他國家首先配置了巡航飛彈，發展出有一種炸彈的外形、短翼、尾部裝上推動器和有原始的机械陀螺惯性导航系统的V-1飛彈。V-1飛彈用一顆结构简单的脈衝噴射發動機推進的，因脉冲喷气式发动机无需压气机而降低成本，其脉动的声频噪音使V-1飛彈獲得了"doodle bug"的綽號。V-1飛彈和類似的早期武器通常被稱作飛彈Μ。
然而，V-1飛彈仅采用原始的惯性导航系统时並不特別精準，只能用于攻击大城市。虽然德国有计划通过在伦敦潜伏的间谍设置无线电信标，以便V-1、V-2利用实现末端制导，可以攻击英国特定政府部門，或是国会大厦、白金汉宫等，但因英国反间谍机构MI5、MI6的积极运转未能实施。反之德国在部分V-1导弹上安装无线电信标，通过大西洋沿岸的监听站测量V-1的最终落点，以此修正V-1的起飞设置；亦因德国日显颓势，在伦敦的双重间谍胡安·加西亚最终选择与英国情报机构合作，传回虚假的落点报告，虽然德军经无线电测得V-1多过早俯冲下落，最终还是更愿相信双重间谍的报告，认为是自己的监听站出了技术问题，导致后来的V-1多偏离目标。
另外，在第二次世界大戰，日本為了獲得對抗盟軍海军的優勢，訴諸利用攜帶炸彈的常規飛機的神風特別攻擊隊，以及作為補充的the purpose-built和人駕駛的發動機的MXY-7櫻花特別攻擊機，以特攻队员自殺式操作尤其是末端超精確制导，以达到攻击舰船所需的精度。
冷戰期間，美國及蘇聯進一步實踐了這個概念，在陸、海、空部署早期巡航飛彈。
美国空军有21個不同的制導飛彈項目包括可能的巡航飛彈。1948年削減預算導致項目被迫取消僅剩四個計劃：BANSHEE巡航導彈計劃（Air Material Command BANSHEE），SM-62史納克洲際核巡航導彈（SM-64 Snark），SM-64納瓦霍洲際巡航導彈（SM-64 Navaho），MGM-1鬥牛士巡航導彈（MGM-1 Matador）。BANSHEE計劃與阿芙罗狄蒂行动計劃類似，并且和阿芙罗狄蒂行动計劃一樣最終失敗，很快在1949年4月被取消。美國海軍潛艇飛彈項目的主要成果是在V-1飛彈的基礎上發展出的SSM-N-8“天狮星”巡航導彈（SSM-N-8 Regulus）。美國空軍的第一個可用地對地飛彈是有翅膀的、移動發射的、可攜帶核彈頭的MGM-1鬥牛士巡航導彈，同樣來自V-1飛彈的概念。從1954年開始在海外據點部署。Matador先部署在西德然后部署在台灣與南韓。1956年11月7日，美國空軍在西德的鬥牛士巡航導彈（Matador）單位，其飛彈能攻擊華約境內的目標，并且從固定的日常地點到未公布的分散發射地點都有部署。此舉是對蘇聯鎮壓匈牙利革命造成的危機的回應。
1957年至1961年美國開展了一項野心勃勃和資金充裕的計劃——冥王星核發動機計劃（Project Pluto），發展核動力巡航飛彈。如同同期的核动力坦克、核动力轰炸机，它被設計成以开放式反应堆直接加热空气，达到超過3馬赫數的速度在低過敵方雷達視角處飛行并且將攜帶的一些氫彈投擲在經過敵方區域的路上。儘管這一想法被證明正確并且在1961年5亿瓦特的试制引擎已完成一次为期数秒的測試，但是因难以控制功率，且开放式反应堆喷射放射性物质，沒有任何飛行裝置完成。該項目最終被放棄轉而支持洲際彈道飛彈的發展。
1962年古巴危机期间，前蘇聯在古巴部署了数十枚搭载战术核弹头的KS-1 Komet短程巡航导弹，以备在美国入侵古巴时使用。苏联主要把載有重核彈頭和常規彈頭的巡航飛彈視為摧毀美國航空母艦戰鬥群的武器。大型潛艇（例如E级核潜艇和奥斯卡级核潜艇）能攜帶這些武器在海上威脅美國戰鬥群，大型轟炸機（例如圖-22M，圖-95及圖-160）亦能在其空中發射的巡航飛彈（ALCM）中配置這些武器。
1983年美蘇同年部署了一些像戰斧巡航導彈和kh-55導彈等新一代的長射程巡航導彈，具有可以在不同的載具(包括飛機`潛艇`水面軍艦`固定基地發射)發射，被平時便預先指定的目標，按臨時設定的航線在低空或超低空飛向目標，而且精度極高可在十來米內的，因為利用雷達的盲區和不固定的發射地點，使到敵人難以及時發現和攔截。唯一缺點是飛行速度較慢，在被發現時較易被攔截，也較易被流動的目標逃脫。
2018年初俄羅斯總統普京在公開國情報告中稱已經研發一種「海燕核動力巡航飛彈」射程幾乎無限，所以可飛行極長距離，走非常曲折的路線繞過各種偵測網，最終擊中目標。如同野心勃勃的冥王星核發動機計劃（Project Pluto），采用开放式反应堆，除了彈頭的殺傷力外本身的核動力引擎也能造成核汙染給予敵方殺傷，歐洲媒體在之前數年曾偵測到俄羅斯西部地區上空有怪異輻射增高現象，原本懷疑是俄國有核事故，現在判斷是核動力巡航飛彈的試射，美國中情局情報顯示因為該飛彈使用無屏蔽的核動力引擎，受限於飛彈的載重量無法搭載巨大質量的圍阻體，所以整個飛彈一啟動都受到核污染，甚至發射台周邊也受汙染，以這種狀態一路飛向目標。同時普京還公開了一種核動力魚雷，可以視為一種小型無人核潛艇，可載核彈頭攻擊艦隊和沿海城市，俄媒體報導這些新武器都是為了反制美國的反導計畫逼近在東歐鄰國部署的壓迫感，必須使美國認知到其反導系統無效。

## 結構諸元

### 彈頭
大部分巡航飛彈都可搭載500公斤常規彈頭，它們可以用來撃沉船隻和毀壞彈藥庫。有些巡航飛彈則能搭載核彈頭。

### 空氣動力學
巡航飛彈飞行的空氣動力學原理与飞机非常相似，包括对机翼的使用。

### 引擎
大多数巡航飛彈使用喷气式发动机（jet engine），这其中又以涡轮扇發動機最为普遍，原因在于其较高的燃料效率。

### 導引
一个被广泛运用的低成本方法是使用一个雷达测高计，气压测高计和计时器和在电子地图上导航，但這種方法無法在海上巡航時有任何用途。有些系統目前使用卫星导航系统或惯性导航系统，不過這些方式實質上是比較貴，而且全球定位系統比起以地圖為基礎的系統（地型匹配導航系統（TERCOM）)是來得更精密一些。反艦巡航導彈像是AGM-84魚叉反艦飛彈（Boeing Harpoon）或者P-500玄武岩超音速巡航導彈（P-500 Bazalt）也可以配置紅外線或雷達導引系統。使用自動標的辨識系統（ATR）裝置在導航系統上可以增加導彈的命中精密度。战区外陸攻導彈（SLAM）配有通用电气制造的ATR系統。

## 分類

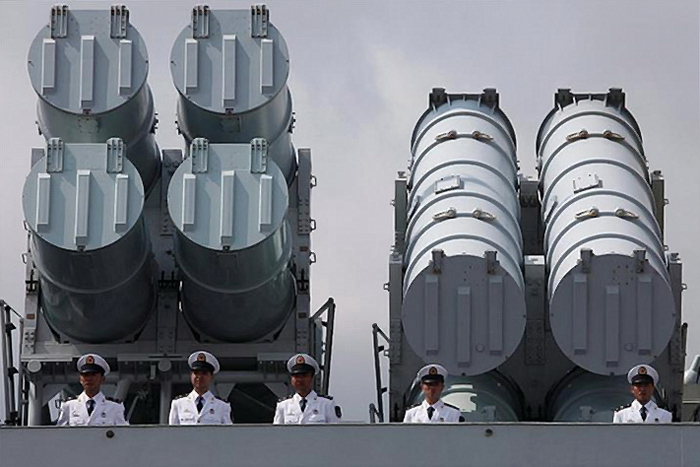
亞音速鷹擊62飛彈

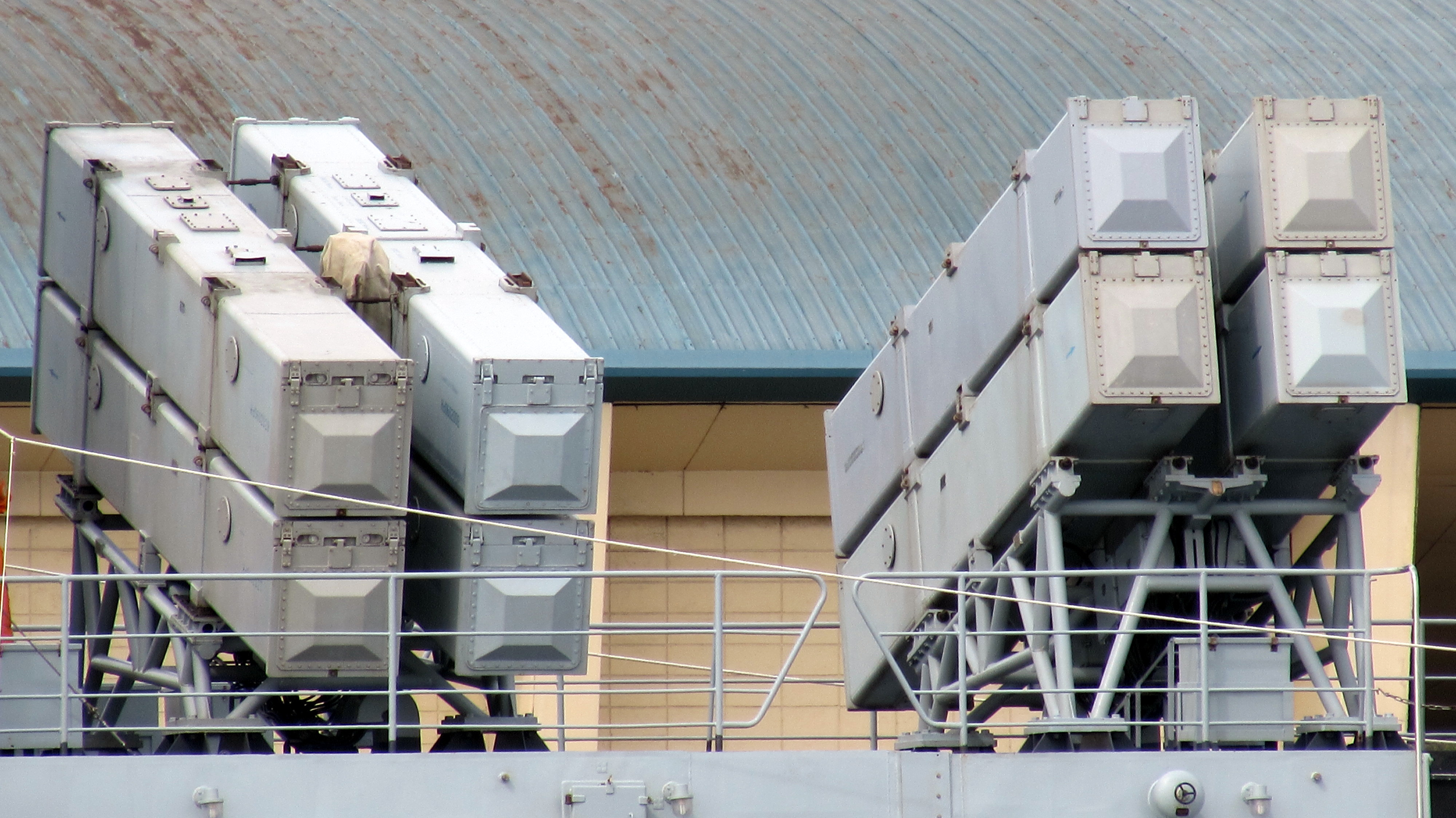
鷹擊83飛彈

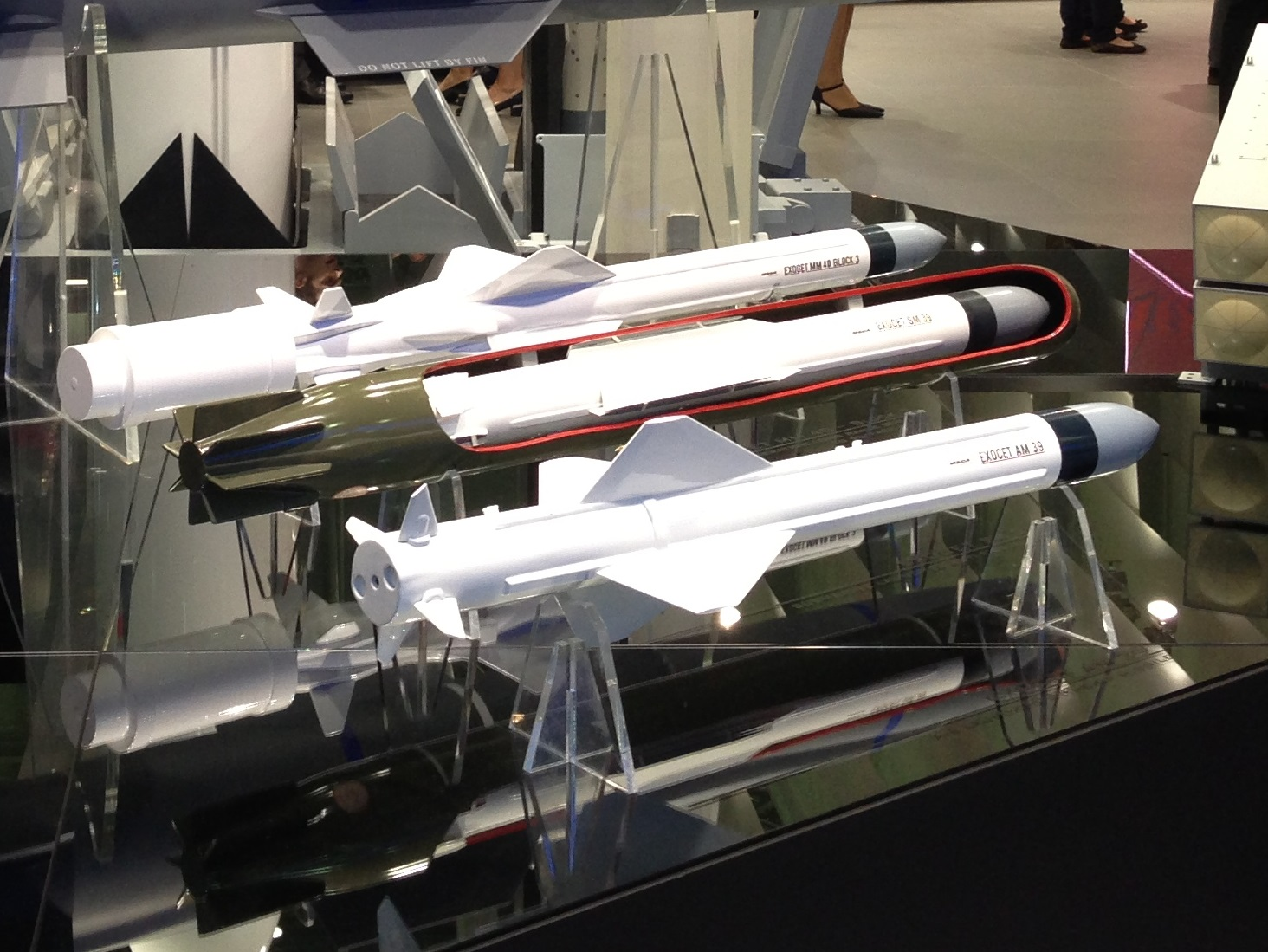
法國飛魚反艦飛彈

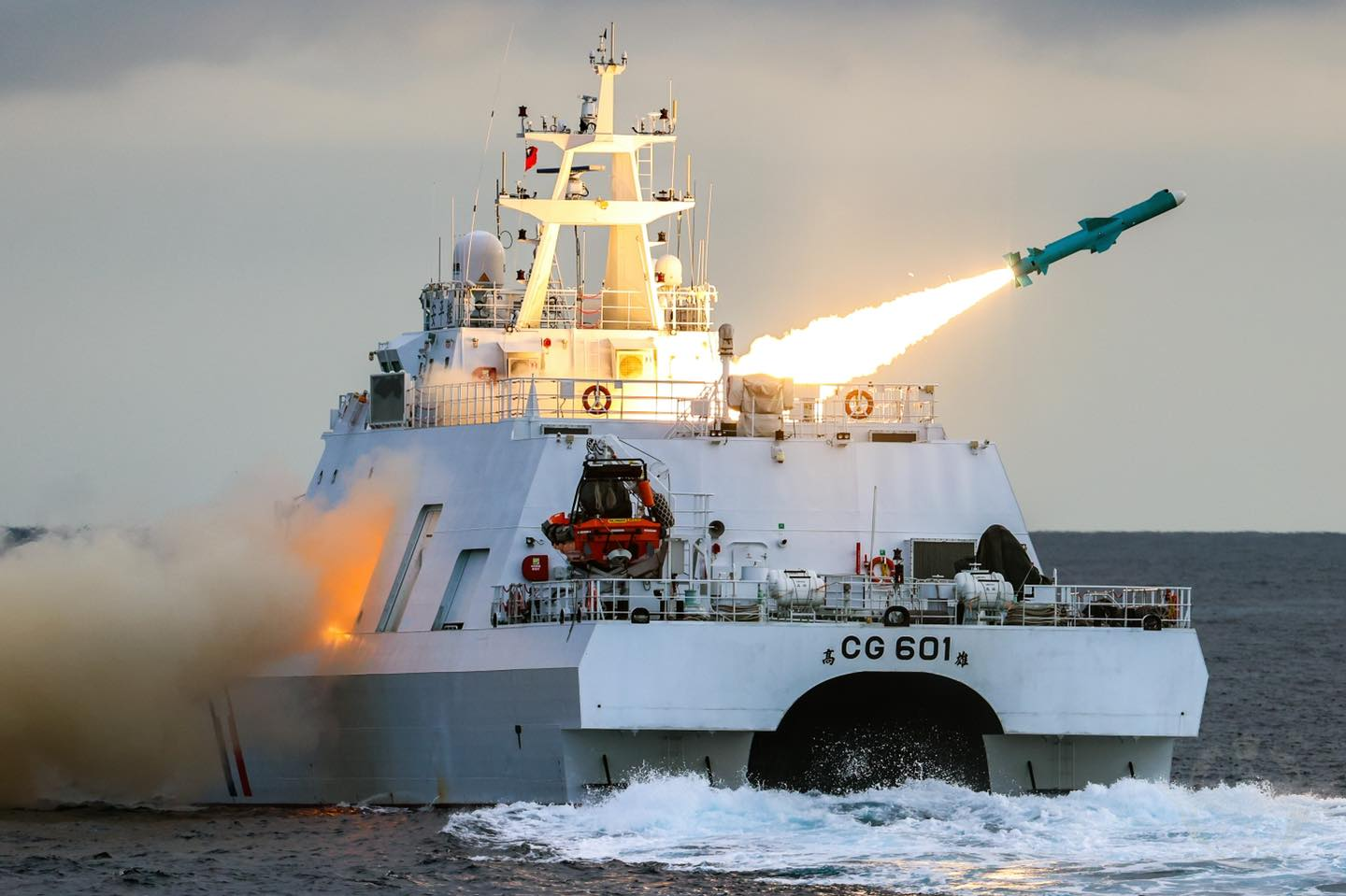
海巡署安平艦(CG601)驗證「平戰轉換」機制，於2022年5月試射雄風二型反艦飛彈

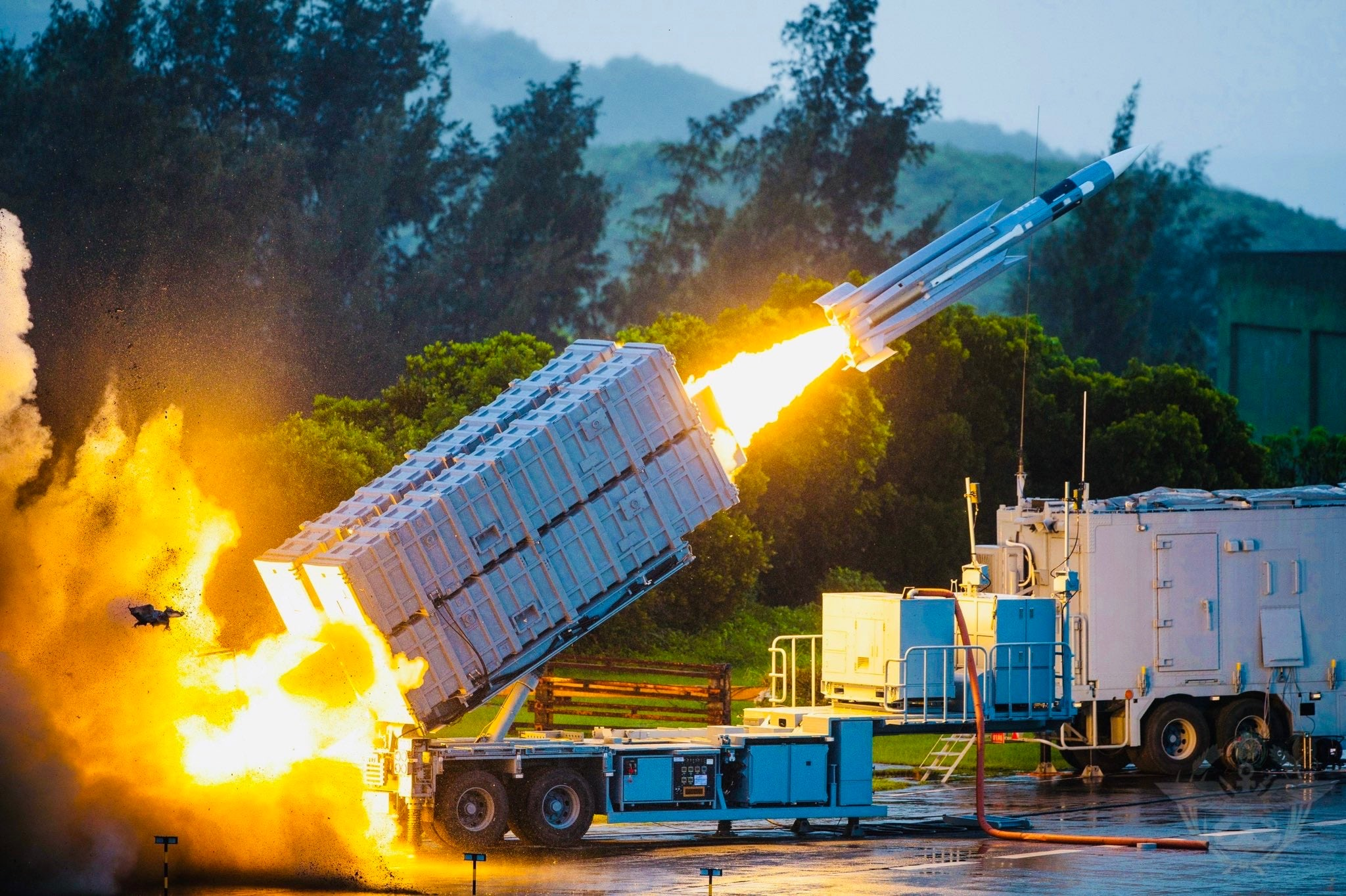
海軍海鋒大隊驗證「岸基守衛」機制，於2022年5月試射雄風三型反艦飛彈

巡航飛彈的分類方式有很多種。比較常見的分類是以大小，飛行速度（次音速或超音速），以及距離區分。通常一種飛彈可以透過不同的平台發射（陸基、海上或者是空載）。有的時候，空射和潛射巡航飛彈會比同種類的陸基或艦上發射型要輕和小。
巡航飛彈使用的導引系統種類很多，即使是同樣的飛彈的次型也會使用不同的導引系統（惯性导航系统、地型匹配導航系統（TERCOM）或是卫星导航系统等）。大型飛彈能夠攜帶傳統彈頭或者是核子彈頭，但是小型飛彈只能使用傳統彈頭。

### 極音速
高超音速巡航导弹以超過5馬赫的速度飛行。
例子：
- 美國
  - X-51A高超音速巡航飛彈（已結案）
  - AGM-183 ARRW（已凍結）
  - HAWC飛彈
- 俄羅斯
  - 先鋒高超音速滑翔飛行器
  - 鋯石飛彈
  - 布拉莫斯-II飛彈（英语：BrahMos-II）（印度/俄羅斯，實驗測試達到5.26馬赫速度）[3]
- 中華民國
  - 雲峰二型飛彈

### 超音速
這些飛彈的飛行速度超過音速，多半使用衝壓發動機，射程多在100到500公里之間或更長，導引系統則各異。
例子：
- 低空超音速導彈（Supersonic Low Altitude Missile，缩写为SLAM，請勿與战区外陸攻導彈的SLAM混淆）及SM-64納瓦霍洲際巡航導彈（SM-64 Navaho，美國）。屬於美蘇冷戰早期戰略長程巡航導彈計劃。不過，都沒有獲得採用。前者是可怕的4.2马赫的核动力核弹头导弹，于1955年构想，64年7月1日取消。后者是46-58年间研究，陆基型射程一千英里，海基一千五百，空基三千英里的冲压式巡航导弹。
- 4k80玄武岩（SS-N-12导弹）超音速巡航導彈（P-500，蘇聯/俄國）
- SS-N-22日炙巡航導彈（蘇聯/俄國）
- P-800缟玛瑙（P-800 Oniks出口型称为红宝石，蘇聯）
- P-700花岗岩巡航導彈（P-700 Granit，蘇聯/俄國）
- 3M-54俱乐部/SS-N-27热天巡航导弹（3M-54 Klub，俄國）僅在終端節為超音速。
- ASMP导弹（法國）核导弹，最初使用载机是幻影IV，射程300公里（大于蓝钢导弹240公里）[4]
- 海鷹3巡航導彈（C-301,HY-3，中國）
- 鷹擊91巡航導彈（YJ-91，中國）
- 鹰击-12超音速反舰巡航导弹（中國）
- 鷹擊18反艦飛彈（中國）僅在終端節為超音速。
- 布拉莫斯巡航導彈（BrahMos，印度/俄國）
- 雄風三型反艦飛彈（Hsiung Feng III，HF-3，中華民國）
- 雲峰巡航飛彈（中華民國）
- ASM-3空射超音速反艦導彈，使用F-2戰機發射（日本、即將部署）
- 长剑-100超音速巡航导弹（中国）

### 長程次音速
这是一種巡航飛彈的常用類型。此種導彈通常由美國及蘇聯開發。導彈射程超過1000公里，時速每小時約800公里。一般來說此類飛彈重1500公斤。它們通常可載傳統彈頭和核彈頭。早期版本的這些導彈採用慣性導航系統。後期版本的導彈則加入地型匹配導航系統及數位影像區域比對系統（DSMAC）等裝置、提高了相當大的命中精度。大多數的近期版本則使用衛星導航系統。
例子：
- AGM-86導彈（美國）
- 戰斧巡航飛彈（美國/英國）

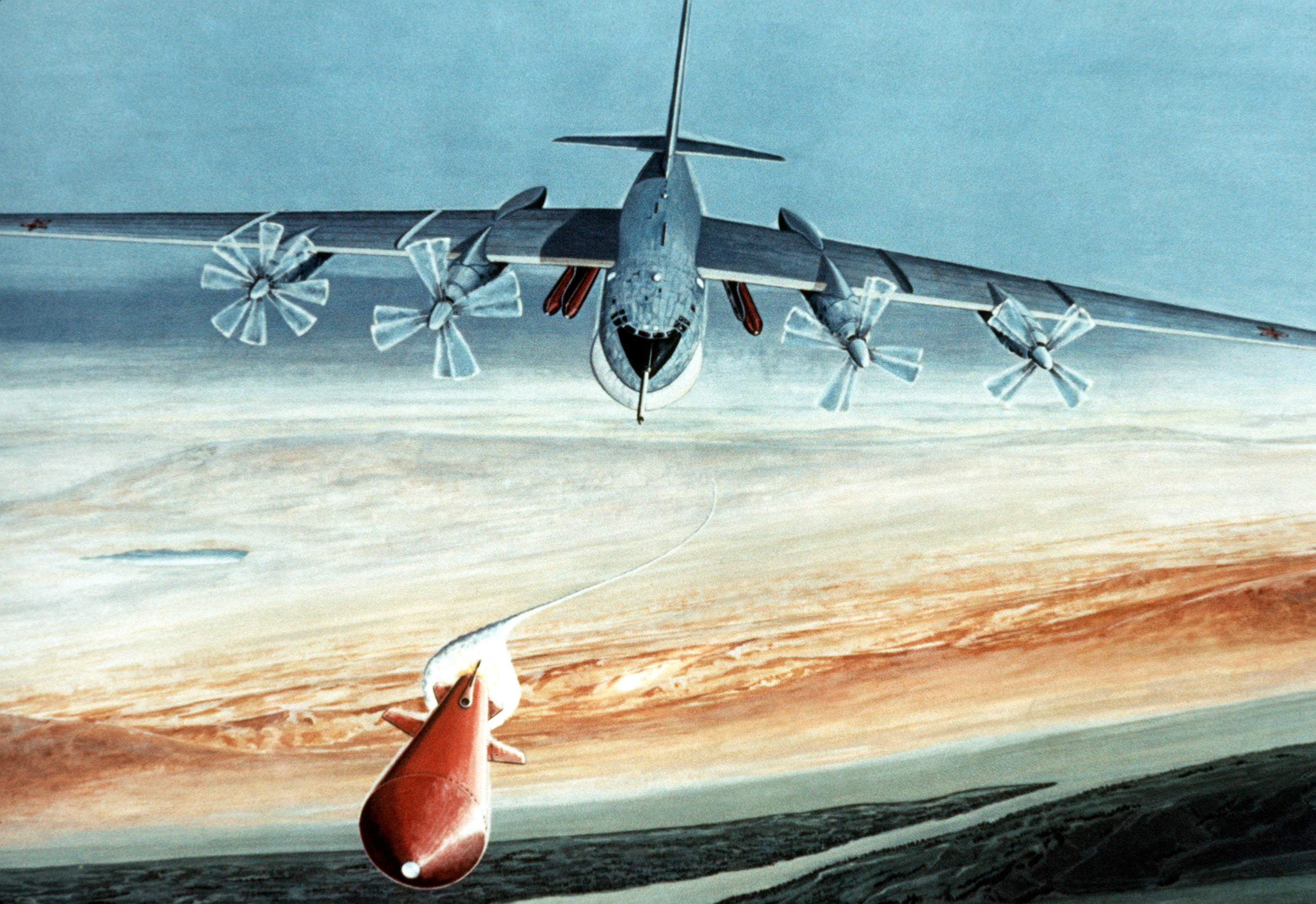
蘇聯圖95轟炸機發射Kh-55导弹想像圖

- 海軍打擊導彈（Naval Strike Missile，挪威）
- 聯合打擊飛彈 (Joint Strike Missile，挪威/美國)
- Kh-55導彈（蘇聯）
- 風箏-2巡弋飛彈（烏克蘭語：Коршун-2 (крилата ракета)）（Kite II，烏克蘭）
- 薩瑪爾飛彈（英语：Soumar_(missile)）（Soumar Missile，伊朗）
- 东海-10（DH-10，中國）
- 玄武三型巡航飛彈（南韓）
- 巴卑爾2巡航導彈（巴基斯坦，發展中）
- 無畏巡航導彈（Nirbhay missile，印度，發展中）
- 长剑-10（CJ-10）导弹 （中国）

### 中程次音速
與上述同類飛彈有同等重量、面積及速度。通常距離少於1000公里。導引系統各異。
例子：
- AGM-158联合空面导弹（Joint Air-to-Surface Standoff Missile,美國）
- 金牛座飛彈（Taurus missile，德國/瑞典）
- 暴風影飛彈（Storm Shadow/SCALP，英國/法國）
- 空射中程彈藥（英语：SOM (missile)） (SOM Cruise Missile，土耳其)
- 巴卑爾巡航導彈（Babur missile，巴基斯坦）
- 雷神巡航導彈（Ra'ad ALCM，巴基斯坦）
- 玄武三型巡航飛彈（Hyunmoo IIIA/B，韓國）
- 雄風二E巡航飛彈（Hsiung Feng IIE，HF-2E，中華民國）
- 海王星反艦飛彈（R-360 Neptune，烏克蘭）

### 短程
這些飛彈重約500公斤，射程範圍為70-300公里。飛行速度為次音速，導引系統通常較大型飛彈簡單。實際上，巡航這兩個字有的時候並不太適用於這一類飛彈上。通常用於反艦飛彈，尤其是德國、義大利與日本這三個被禁止開發長程巡航飛彈的國家較廣泛使用短程巡航飛彈。
例子：
- AGM-84魚叉反艦飛彈（Boeing Harpoon，美國）
- SOM-J导弹 （美國/土耳其[5]）
- DR-3巡航飛彈[6]
- 藍鋼飛彈（Blue Steel missile，英國）由勝利者式轟炸機裝備，專用於核打擊，射程240公里。
- 海鷹巡弋飛彈（Sea Eagle missile，英國）
- 飛魚反艦飛彈（Exocet，法國）
- Kh-35導彈（俄羅斯）
- RBS-15導彈（瑞典/德國）
- AGM-119企鵝反艦飛彈（挪威）
- AGM-154聯合戰區外武器（JSOW，美國）
- 海鷹2巡航飛彈（HY-2 Haiying/KD-63，中國）
- 鷹擊8反艦飛彈（YJ-8，中國）
- 鷹擊62反艦飛彈（C-602，中國）
- 鷹擊81反艦飛彈（C-801，中國）
- 鷹擊82反艦飛彈（C-802，中國）
- 鷹擊83反艦飛彈（C-803，中國）
- 鷹擊83J反艦飛彈（英语：KD-88）（YJ-83J/KD-88，中國）
- 天使飛彈（以色列）
- 德立拉飛彈（以色列）
- 突眼飛彈（以色列）
- 雄風一型反艦飛彈（Hsiung Feng I, HF-1，中華民國）
- 雄風二型反艦飛彈（Hsiung Feng II, HF-2，中華民國）
- 萬劍機場聯合遙攻武器(Wan Chien，中華民國)空射集束巡航飛彈，由F-CK-1經國號戰鬥機裝備，專用於戰術轟炸，射程200公里以上。
- 80式空射反艦飛彈（Type 80 Air-to-Ship Missile，ASM-1，日本）
- 88式陸基反艦飛彈（Type 88 Surface-to-Ship Missile，SSM-1，日本）
- 90式反艦飛彈（Type 90 Ship-to-Ship Missile，SSM-1B，日本）
- 93式反艦飛彈（Type 93 Air-to-Ship Missile，ASM-2，日本）

## 部署與使用
巡航飛彈主要用來攻擊主要目標如：船、橋、水壩等。目前的導航系統容許精確的攻擊任務。 
（在2001年）BGM-109戰斧巡航飛彈已成為美國海軍火力主要的一部分。它向艦艇和潛艇提供了一個極其精確的遠程常規對地武器。每枚造價大約600,000美元。美國空軍部署了空中發射巡航飛彈，即AGM-86飛彈（AGM-86 ALCM）。它可以從像B-52轟炸機这樣的轟炸機上發射。戰斧巡航飛彈和AGM-86飛彈都在海湾战争中得到了廣泛應用。
戰斧（AGM-109）和AGM-86巡航飛彈都曾競標美國空軍的可被B-52攜帶的空中發射載核彈頭巡航飛彈的設計。美國空軍采用AGM-86為轟炸機群使用，同時美國空軍和海軍采用了AGM-109被改進的卡車和艦艇發射版本。卡車發射版本后來在同蘇聯的雙邊中程導彈條約下銷毀，同時銷毀的還有潘興II號飛彈（Pershing II）及SS-20飛彈。
英國皇家海軍（RN）也使用巡航飛彈，特別是美制戰斧，由皇家海軍核潛艇艦隊使用。皇家海軍在1999年科索沃戰爭期間第一次在戰鬥中使用常規彈頭版本。英國皇家空軍在旋风式战斗机上配備暴風影飛彈（Storm Shadow）。它也被法國使用，被稱作SCALP EG，由法國空軍（French Air Force）幻象2000战斗机和飆風戰鬥機攜帶，其中法軍戴高樂號航空母艦上的飆風戰鬥機可使用掛載核彈頭的導彈。
印度與俄羅斯已聯合發展超音速布拉莫斯导弹。有三個版本的布莫摩斯：艦艇/陸上發射，空中發射和水下發射。艦艇/陸上發射版本已經服役但是空中發射和水下發射版本正在研發。布拉摩斯有能力攻擊陸上目標。俄羅斯還繼續使用其他一些巡航飛彈，例如玄武岩飛彈，“花崗岩”P-700導彈，原名“蚊子”的SS-N-22導彈和Kh-35導彈。俄羅斯方面對於巡航飛彈的發展特別投入，相較於美國只有戰斧飛彈與AGM-86空射巡航飛彈外，俄國從蘇聯時代就發展了各式各樣的巡航飛彈，以對付美國海軍航艦戰鬥群。
德國與西班牙使用金牛座導彈而巴基斯坦也發展自己的巡航導彈類如英美的戰斧巡航飛彈，名之為巴卑爾巡航導彈（Babur missile）。中華人民共和國及中華民國也設計有幾種不同型號的巡航導彈，諸如著名的鹰击82巡航導彈（C-802），其中一些型號的導彈可以攜帶生物、化學、核弹及常规彈頭。台灣的雄風2E飛彈與韩国的玄武三型巡航飛彈已經發展出陸射型或艦射型，但台灣與韩国的戰略偏重防禦，故射程較有限，並只裝配傳統高爆彈頭。

### 核彈頭型

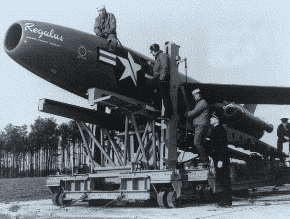
SSM-N-8獅子座飛彈

美國有460顆AGM-129ACM巡航導彈附有W80核彈頭（可選擇5KT或150KT這兩種核武爆炸當量)外掛在B-52同溫層堡壘轟炸機（B-52H）上。另外、大約有350顆海基發射導彈一樣配置有核彈頭。導彈的射程為3000公里。所有的導彈均保持在儲存狀態。
SSM-N-8獅子座飛彈（SSM-N-8 Regulus）也設計可以載裝核彈頭。
參見：
- 美國大规模杀伤性武器
- 中程导弹条约
- 翁斯德雷赫特（Woensdrecht，荷蘭的城鎮）

俄國的空射式彩虹Kh-55導彈（Kh-55SM）、類同於射程3000公里的美國AGM-129先進巡航飛彈（AGM-129 ACM），不過Kh-55SM也可以攜帶多達200kt核武爆炸當量的彈頭。

### 在現代戰事中的效益
導彈在單一作戰使用目的之武器裡價錢是比較貴的，每套可以達到幾百萬美元。這樣的后果之一就是使用者面臨對目標的艱難挑選，為的是避免將飛彈花費在低軍事或經濟價值的目標上。例如，在持久自由軍事行動中，美國使用巡航飛彈襲擊經濟價值非常低的目標，導致許多人質疑武器的使用效率。不過，巡航飛彈的支持者始終支持著將巡航飛彈作為像其他型號無人飛機一樣的應用。換句話說，考慮到總的培訓和基礎設施費用，使用巡航飛彈的花費仍然比用人類飛行員來得價廉些，更不用提飛行員必須冒著生命危險的代價。

## 外部連結
- The Evolution of the Cruise Missile by Werrell, Kenneth P. （英文）
- The Cruise Missile: Precursors and Problems by Werrell, Kenneth P. （英文）
- An introduction to cruise missiles （页面存档备份，存于） – From the website of the Federation of American Scientists (FAS) （英文）
- Feasibility of Third World Advanced Ballistic & Cruise Missile Threat （页面存档备份，存于） NDIA 155 slide presentation from 1999 （英文）
- The DIY cruise missile （页面存档备份，存于） （英文）
- The W80 Warhead （英文）
- Cruise Missile Fundamentals （页面存档备份，存于） （英文）
- Tomahawk Variants （页面存档备份，存于） （英文）
- Bypassing the NMD: China and the Cruise Missile Proliferation Problem (Kh-55) （英文）
- Video of cruise missile formation over Iraq （页面存档备份，存于） （英文）